# Olio di scisto
L'olio di scisto o petrolio di scisto (in inglese shale oil) è un petrolio non convenzionale prodotto dai frammenti di rocce di scisto bituminoso mediante i processi di pirolisi, idrogenazione o dissoluzione termica. Questi processi convertono la materia organica all'interno della roccia (cherogene) in petrolio e gas sintetico. Il petrolio risultante può essere usato immediatamente come combustibile o arricchito per soddisfare le specifiche delle materie prime delle raffinerie aggiungendo idrogeno ed eliminando le impurezze come zolfo e azoto. I prodotti raffinati possono essere usati per gli stessi scopi di quelli derivati dal petrolio greggio.
Il termine shale oil (petrolio di scisto) è intercambiabile, poiché si usa anche per il petrolio greggio prodotto da scisti di altre formazioni a bassissima permeabilità. Tuttavia, per evitare il rischio di confondere l'olio di scisto prodotto dagli scisti bituminosi con il petrolio greggio degli scisti contenenti petrolio, il termine "tight oil" è preferito per quest'ultimo. Per la seconda tipologia, l'Agenzia internazionale dell'energia raccomanda di usare il termine "petrolio leggero di giacimenti sigillati" (light tight oil), mentre il rapporto 2013 sulle Risorse Energetiche Mondiali del Consiglio mondiale dell'energia usa il termine tight oil (traducibile come "petrolio di giacimenti a permeabilità minima)".

## Storia

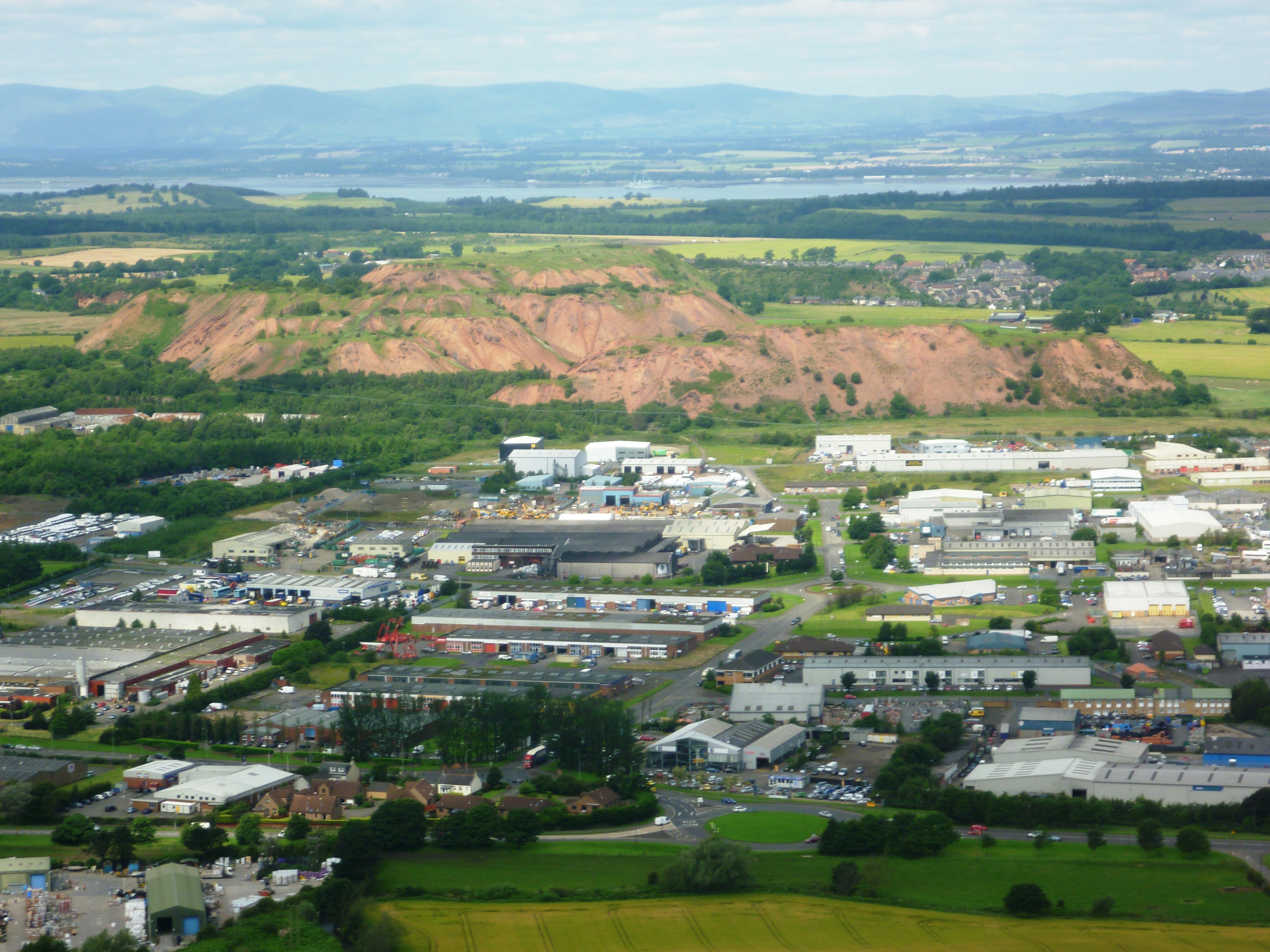
Tre discariche di scisto (shale bings) del West Lothian, testimonianza dell'iniziale industria di olio di paraffina nella Scozia del XIX secolo

L'olio di scisto fu una delle prime fonti di olio minerale usate dagli esseri umani.
Il suo primo uso registrato si ebbe in Svizzera e in Austria all'inizio del XIV secolo. Nel 1596, il medico personale di Federico I, duca di Württemberg scrisse delle sue proprietà curative. L'olio di scisto era usato per illuminare le strade di Modena, Italia, alla svolta del XVII secolo. La Corona britannica concesse un brevetto nel 1694 a tre persone che avevano "trovato un modo per estrarre e fare grandi quantità di pece, catrame e olio da una specie di roccia". Venduto in seguito come Betton's British Oil, si diceva che il prodotto distillato fosse stato "provato da diverse persone su dolori e acchiacchi con grande beneficio". Industrie moderne per l'estrazione dell'olio di scisto furono fondate in Francia durante gli anni 1830 e in Scozia durante gli anni 1840. L'olio era usato come combustibile, come lubrificante e come olio per lampade; la Rivoluzione industriale aveva creato una domanda aggiuntiva di illuminazione. Esso serviva come sostituto per il sempre più scarso e costoso olio di balena.
Durante la fine del XIX secolo, impianti per l'estrazione dell'olio di scisto furono costruiti in Australia, Brasile e negli Stati Uniti. Cina (Manciuria), Estonia, Nuova Zelanda, Sudafrica, Spagna, Svezia e Svizzera producevano olio di scisto all'inizio del XX secolo. La scoperta di petrolio greggio nel Medio Oriente durante la metà del secolo portò la maggior parte di queste industrie ad arrestarsi, anche se l'Estonia e la Cina nordorientale mantennero le loro industrie estrattive fino agli inizi del XXI secolo. In risposta ai costi crescenti del petrolio alla svolta del XXI secolo, sono state iniziate, esplorate o rinnovate le operazioni di estrazione negli Stati Uniti, in Cina, Australia e Giordania.

## Processo di estrazione
L'olio di scisto si estrae mediante pirolisi, idrogenazione o dissoluzione termica dello scisto bituminoso. La pirolisi della roccia si esegue in una storta, situata o al di sopra del terreno o all'interno della stessa formazione rocciosa. La maggior parte delle industrie di olio di scisto eseguono il processo di estrazione dell'olio di scisto dopo che la roccia è stata minata, frantumata e trasportata in un impianto dotato di storta, sebbene parecchie tecnologie sperimentali eseguano il processo sul posto (in situ). La temperatura alla quale il cherogene si decompone in idrocarburi utilizzabili varia con la scala temporale del processo; nella storta al di sopra del terreno il processo di decomposizione inizia a 300 °C, ma procede più rapidamente e completamente a temperature più elevate. La decomposizione ha luogo più velocemente a una temperatura fra i 480 e i 520 °C.
L'idrogenazione e la dissoluzione termica (processi dei fluidi reattivi) estraggono l'olio usando donatori di idrogeno, solventi, o una combinazione di questi. La dissoluzione termica implica l'applicazione di solventi a temperature e pressioni elevate, aumentando la produzione di olio attraverso la piroscissione della materia organica dissolta. I diversi metodi producono olio di scisto con diverse proprietà.
Una misura critica della fattibilità dell'estrazione dell'olio di scisto risiede nel rapporto tra l'energia prodotta dall'olio di scisto e l'energia usata nella sua estrazione e trasformazione, un rapporto noto come "Energia restituita su energia investita" (Energy Returned on Energy Invested, EROEI). Uno studio del 1984 stimò l'EROEI dei vari depositi noti di olio di scisto come variabile tra 0,7–13,3. Studi più recenti stimano che l'EROEI degli scisti bituminosi è 1–2:1 o 2–16:1 – a seconda se l'autoenergia è conteggiata come costo o se l'energia interna è esclusa e solo l'energia acquistata è conteggiata come input. La Royal Dutch Shell riportò nel 2006 un EROEI da tre a quattro sul suo sviluppo in situ nel "Mahogany Research Project", un processo di conversione del cherogene in olio di scisto.
La quantità di olio che può essere recuperata durante le fasi nella storta varia con lo scisto bituminoso e la tecnologia usata. Circa un sesto degli scisti bituminosi nella Formazione del Green River hanno una resa relativamente alta da 25 a 100 galloni USA di olio di scisto per tonnellata di scisto bituminoso; circa un terzo rendono da 10 a 25 galloni USA per tonnellata. (10 US gal/ton sono approssimativamente 3,4 tonnellate di olio per 100 tonnellate di scisto.) Circa metà degli scisti bituminosi nella Formazione del Green River rendono meno di 10 US gal/ton.
I maggiori produttori globali di olio di scisto hanno pubblicato le loro rese per le loro attività commerciali. Il Fushun Mining Group riporta di produrre 300.000 tonnellate all'anno di olio scisto da 6,6 milioni di tonnellate di scisto, una resa del 4.5% in peso. La VKG Oil asserisce di produrre 250.000 tonnellate di olio all'anno da 2 milioni tonnellate di scisto, una resa del 13%. La Petrobras produce nel suo impianto di Petrosix 550 tonnellate di olio al giorno da 6.200 tonnellate di scisto, una resa del 9%.

## Proprietà
Le proprietà dell'olio di scisto grezzo variano con la composizione dello scisto e la tecnologia di estrazione da aromatiche ad alifatiche. Tipicamente esso contiene dallo 0,5 all'1 per cento di ossigeno, dall'1,5 al 2 per cento di azoto e dallo 0,15 all'1 per cento di zolfo. Sono spesso presenti anche particelle di minerali. L'olio di scisto è meno fluido del petrolio, diventa colabile a temperature fra 24 e 27 °C, mentre il greggio convenzionale è colabile a temperature fra -60 e 30 °C; questa proprietà influenza anche la capacità dell'olio di scisto di essere trasportato nelle condutture esistenti.

## Arricchimento
Sebbene l'olio di scisto grezzo possa essere immediatamente bruciato come olio combustile, molte delle sue applicazioni richiedono che esso sia arricchito. Le diverse proprietà degli oli grezzi esigono corrispondentemente vari pretrattamenti prima che possano essere mandati in una raffineria di petrolio convenzionale.
I particolati nell'olio grezzo (olio greggio) intasano i processi a valle; lo zolfo e l'azoto creano inquinamento. Lo zolfo e l'azoto, insieme all'arsenico e al ferro che può essere presente, distruggono anche i catalizzatori usati nella raffinazione. Le olefine formano sedimenti insolubili e causano instabilità. L'ossigeno all'interno dell'olio, presente a livelli più alti che nel petrolio greggio, si presta alla formazione di radicali liberi distruttivi. L'Idrodesolforazione e l'idrodeazotazione possono affrontare questi problemi e dare come risultato un prodotto comparabile all'olio grezzo di riferimento. I fenoli possono essere eliminati per la prima volta mediante estrazione idrica. L'arricchimento dell'olio di scisto in carburanti da trasporto richiede di aggiustare i rapporti idrogeno–carbonio aggiungendo idrogeno (hydrocracking) o eliminando il carbonio (coking).
L'olio di scisto prodotto mediante alcune tecnologie, quali il processo Kiviter, può essere utilizzato senza ulteriore arricchimento come costituente del petrolio e come composto fenolico. Gli oli distillati dal processo Kiviter possono essere usati anche come diluenti per oli pesanti di origine petrolifera e come additivo per aumentare l'adesività nei composti bituminosi come l'asfalto.

## Uso
Prima della Seconda guerra mondiale, la maggior parte dell'olio di scisto era arricchito per essere usato come carburante per trasporto. Dopo, fu usato come materia prima per prodotti chimici intermedi, prodotti chimici puri e come conservante per il legno delle ferrovie. A partire dal 2008, è usato principalmente come olio per riscaldamento e carburante marino, e in misura minore nella produzione di varie sostanze chimiche.
La concentrazione di olio di scisto dei composti a elevato punto di ebollizione è adatta alla produzione di distillati intermedi come cherosene, carburante per aviogetti e gasolio. La piroscissione catalitica addizionale può creare gli idrocarburi più leggeri usati nella benzina.

## Riserve e produzione
Le riserve globali di olio di scisto tecnicamente recuperabili sono state recentemente stimate da circa 2,8 a 3,3 trilioni di barili (da 450 × 109 a 520 × 109 m³), con le maggiori riserve negli Stati Uniti, che si pensa abbiano 1,5–2,6 trilioni di barili (240 × 109–410 × 109 m³). In Italia le riserve sono stimate in 73 miliardi di barili di petrolio da scisto nel bacino tripolitico di scisti bituminosi in Sicilia (fonte: world energy council, USGS) La produzione mondiale di olio di scisto era stimata a 11.600 barili al giorno (1.840 m³/d) nel 2002. I principali produttori erano Estonia (5.500 barili al giorno (870 m³/d)), Brasile (3.100 barili al giorno (490 m³/d)) e Cina (2.000 barili al giorno (320 m³/d)). Nel 2008, la Cina guidava la produzione con 470 milioni di litri (ML), seguita dall'Estonia (445 ML) e dal Brasile (250 ML).
La produzione di olio di scisto è stata ostacolata a causa delle difficoltà tecniche e dei costi. Nel marzo 2011, il Bureau of Land Management degli Stati Uniti mise in discussione alcune proposte di operazioni commerciali negli USA, affermando che "Non ci sono ancora modi conosciuti economicamente praticabili per estrarre e trasformare l'olio di scisto per fini commerciali."